# إيست داندي (إلينوي)
إيست داندي (بالإنجليزية: East Dundee)‏ هي قرية تقع في الولايات المتحدة في إلينوي. يقدر عدد سكانها بـ 2,860 نسمة .

## الموقع الجغرافي
الموقع الجغرافي للمناطق المحيطة بهذه النقطة هو كالتالي: